# 나치 범죄

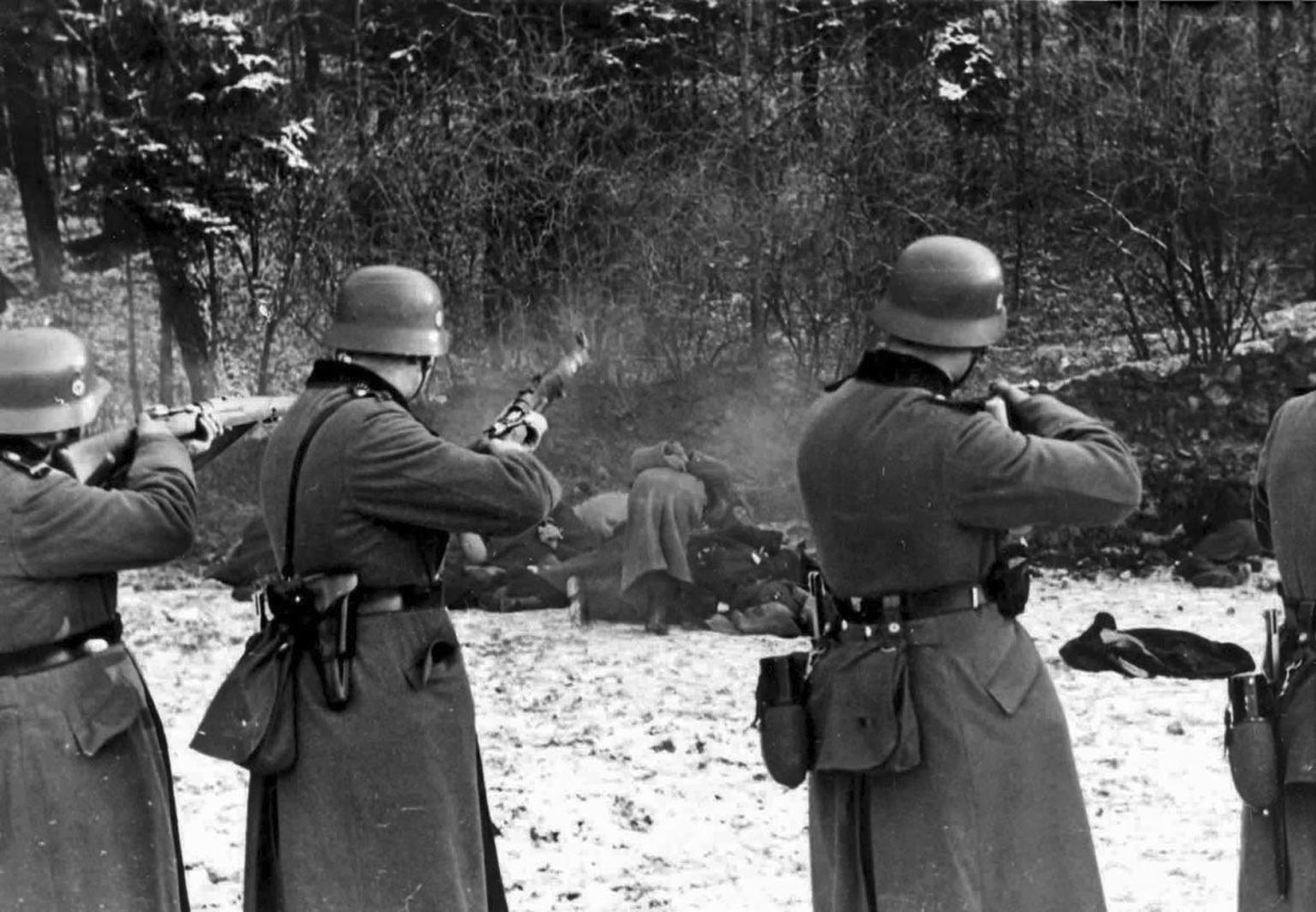
보흐니아, 1939년 12월, 보흐니아에서 폴란드 민간인에게 총격을 가하는 독일군

나치 범죄 또는 히틀러 범죄 (zbrodnia hitlerowska )는 폴란드 법률 시스템 에서 사용되는 법적 개념으로, 나치 독일 (1933~1945)의 공직자들이 수행, 영감 또는 용인한 행위를 지칭하며, 이는 반인류 범죄 로도 분류된다. 특히 대량 학살 ) 또는 특정 국가, 정치, 사회, 민족 또는 종교 집단에 속해 있다는 이유로 사람들을 박해하는 행위이다.
폴란드에서 나치 범죄는 수천만 명의 폴란드 국민을 대상으로 저질러졌으며 수백만 명, 특히 유대인, 저항군, 로마 족, 사회주의자, 동성애자의 죽음을 초래했다. 수백만 명의 비폴란드인 홀로코스트 희생자들과 소련 전쟁 포로들 도 폴란드로 이송된 후 나치의 잔혹행위를 당했다.
zbrodnia nazistowska 의 정의에는 바르샤바 파괴 와 같은 재산 파괴도 포함된다."스스로 행동했거나 비열한 동기 또는 과도한 잔인성을 보인 피고인은 살인자였다. 그러한 행동을 나타내지 않은(또는 그러한 행동에 대한 충분한 증거가 부족한) 많은 사람들은 독일 형법에 따라 살인죄로 판결되었다. 코드 . 홀로코스트 기간 동안 유대인이나 집시를 살해한 많은 사람들은 "단순히 살인을 돕고 방조한 것"이라는 혐의로 기소되었다.

## 범죄의 종류

### 신체적 범죄
홀로코스트 기간 동안 저지른 범죄에는 신체적 범죄도 포함되었다. 우크라이나 에서는 홀로코스트 기간 동안 나치 강제 수용소 에서 약 40만 명의 유대인이 사망했다. 하루 평균 약 1,864명의 유대인이 사망했다. 홀로코스트 기간 동안 살해된 대부분의 사람들은 제대로 된 매장을 받지 못했다. 우크라이나에는 5명 이상의 유대인 집단이 집단 구덩이로 행진해 뒤에서 총격을 가한 집단 무덤이 750개 이상 있다. 5,000명의 유대인이 우크라이나에서 이 구덩이로 끌려갔다. 총알을 아끼기 위해 아이들은 불 구덩이에 던져져 산채로 불에 타 죽게 될 것이다.
나치가 저지른 신체적 범죄에는 "무고하고 무력한 피해자에 대한 범죄적 폭행"도 포함되었으며 피해자들은 "구타당하고, 익사하고, 채찍질을 당하고, 총에 맞고, 도망가고, 목이 졸리고, 가스를 흘렸다." 이러한 범죄에는 성범죄나 '여성의 생식기를 대상으로 한' 범죄가 포함된다. 나치가 사람들을 살해한 또 다른 '인기 있는' 방법은 그들을 안락사시키는 것이었다. 나치 범죄에는 대량 학살도 포함되었다.

### 재산범죄
나치는 재산범죄, 계층에 대한 범죄 등 다양한 범죄를 저지르는 것을 허용했다. 나치는 홀로코스트가 시작되기 전에 유대인들이 다른 곳에서 생활하는 것을 더 어렵게 만들기 위해 유대인들의 모든 소유물과 수입을 빼앗았다. 나치는 홀로코스트의 희생자들을 "공공의 안전을 위협하는 범죄자"로 묘사했다. 1940년부터 1945년까지 유대인을 위한 중앙 나치 수용소는 아우슈비츠였다. "최소 1만 명의 포로가 살해당했다". 이 강제 수용소에서는 집시뿐만 아니라 유대인, 동성애자들도 살해되었다. "동성애자, 유대인, 로마니, 신티 등 나치 수용소 시스템에 들어간 대부분의 사람들은 살아남지 못했다."
나치 범죄를 저지르는 데 뛰어난 인물들이 있었다. 오스왈드 카둑(Oswald Kaduk)은 아우슈비츠 수용소에서 수감자들에게 자행된 고문 때문에 말살 행위로 악명 높았다. 그가 사용한 고문 기술 중 하나는 "죄수의 목에 지팡이를 걸고 죄수가 죽을 때까지 그 위에 서 있는 것"이었다. 그는 또한 "방해하는 사람을 죽이는" 죄수 그룹에 무작위로 총을 쏘았다. 많은 사람들은 가족의 생명을 유지하기 위해 독일군이 명령한 일을 했다. 한 유대인 남성은 자신이 살던 게토의 경찰관이 되었는데, 그렇게 하면 아내와 딸이 살 수 있다는 말을 듣고 나중에 게토를 파괴하는 일에 참여했다. 그의 아내와 딸은 나중에 가스실에 강제로 끌려가 사망했다.

## 나치 청문회
제2차 세계대전이 끝난 후 나치는 다양한 법원 심리에서 범죄 혐의로 기소되었다. "독일 법학자들이 중앙 또는 지방 법원이 통제 위원회법 10 호를 사용하는 것을 막기 위해 연합군에 압력을 가했기 때문에" 연합군은 통제위원회법 10호에 중요한 변경을 가했다. 이러한 변화로 인해 연합군은 "전쟁 범죄, 전쟁 범죄 음모, 평화에 반하는 범죄, 인도에 반하는 범죄"를 처리할 수 있게 되었다.
독일법은 살인 이외의 범죄로 인해 피해자가 사망한 경우에도 사형을 선고할 수 있도록 허용했다. "아우슈비츠 정치부에서 저지른 대량 학살의 대부분은 일종의 규제된 절차를 따랐다. 어린이를 살해하고 고문하는 경우 '악의적 의도'로 인해 살인 유죄 판결을 받게 된다." 사건이 '살인 사건'이 되려면 존재해야 할 유일한 기준은 "나치 전쟁 범죄의 기소와 관련하여 문제가 되는 피에 대한 갈증, 비열한 동기, 악의, 잔인성"이었다. 성공적인 기소를 위해서는 이러한 기준과 함께 '살인에 대한 욕망과 가학성'도 필요했다. 살인 혐의로 추정되는 사람을 기소할 때 법원이 피고인에게 공통적으로 묻는 질문은 과도한 잔인함과 수감자들에 대한 학대로 인해 사망했는지 여부였다. 그렇지 않다면 이 사건을 공개적으로 추진하는 데 있어 “이 사람들에 대한 처벌은 우선순위가 높지 않을 것”이다.
"스스로 행동했거나 비열한 동기 또는 과도한 잔인성을 보인 피고인은 살인자였다. 그러한 행동을 나타내지 않은(또는 그러한 행동에 대한 충분한 증거가 부족한) 많은 사람들은 독일 형법에 따라 살인죄로 판결되었다. 코드 . 홀로코스트 기간 동안 유대인이나 집시를 살해한 많은 사람들은 "단순히 살인을 돕고 방조한 것"이라는 혐의로 기소되었다.

### 아이히만
아돌프 아이히만은 나치의 유대인 학살을 조직하고 실행한 인물 중 하나로, 그의 역할은 나치 정권의 공포스러운 정책을 추진하고 수행하는 데 중대한 역할을 했다. 그의 이름은 '악의 평범성'이라는 개념에 연결되곤 했는데, 그는 평범한 가정의 남성으로 보통의 생활을 누리면서도 공포스러운 유대인 학살을 조직하고 추진하는 일에 관여했다. 이러한 행위로 인해 그의 역할은 악의 흔적을 가진 '평범한' 인간으로 여겨지기도 했다. 아이히만과 같은 나치범죄자들은 그들의 평범한 외모와 일상적인 삶 속에서 악한 행동을 수행하는 모습으로 인해, '악의 평범성'이라는 개념이란 사람들의 관심을 끌었고, 인간의 본성과 도덕적 고민에 대한 의문을 던지게 했다. 이러한 사건들은 역사적으로 인류에게 교훈을 남기며, 앞으로도 인류사의 어두운 측면을 되새겨보고 사회적, 도덕적 교훈을 얻을 수 있도록 했다. 이는 책으로도 발간되었다.예루살렘의 아이히만
- 공산주의 범죄
- 폴란드 민족에 대한 나치 범죄
- 뉘른베르크 재판
- 나치 협력자 추적
- 홀로 코스트

## 노트
1. 1 2  Blutinger, 274
2. ↑  “Nazi Camps”. 《encyclopedia.ushmm.org》.
3. 1 2 3  Breitman, 13
4. 1 2 3  Walt, Vinenne. "Genocide's Ghosts." Time, 16 January 2008. Web. 10 Oct. 2012
5. ↑  Margalit, 227
6. 1 2  Wittmann, 530
7. ↑  Wittmann, 531
8. ↑  Breitman, 12
9. ↑  Wittmann, 506
10. ↑  Breitman, 11
11. ↑  Margalit, 222
12. ↑  Wittmann, 524
13. ↑  Margalit, 223
14. ↑  Blutinger, 275
15. 1 2  Wittmann, 508
16. ↑  Wittmann, 525
17. ↑  Wittmann, 511
18. ↑  Wittmann, 512

## 같이 보기
- 홀로코스트

## 참고자료
- Blutinger, Jeffrey C. “증인 보유: 피해자 중심의 관점에서 홀로코스트 교육.” 역사교사 42.3(2009): 269-279. 역사자료센터 . 편물. 2012년 10월 13일
- 브라이트만, 리처드 . “홀로코스트의 지속적인 영향.” 연혁: 신간평론 38.1(2010): 1114. 역사 참고 센터. 편물. 2012년 10월 10일.
- 마갈리트, 길라드 . ”1945년 이후 독일 담론에서 나치의 집시 박해에 대한 표현.” 독일 역사 17.2(1999): 221–240. 역사 참고 센터. 편물. 2012년 10월 11일.
- 비트만, 레베카 엘리자베스. “아우슈비츠를 기소하는가? 프랑크푸르트 아우슈비츠 재판의 역설.” 독일 역사 21.4(203): 505. 역사 참고 센터. 편물. 2012년 10월 10일